# Zapolje (Rešetari)
Zapolje je naselje u Brodsko-posavskoj županiji, u sastavu općine Rešetari. 

## O naselju
U Zapolju se nalazi župna crkva Mučeništva sv. Ivana Krstitelja koja je dio Novogradiškog dekanata Požeške biskupije. 

## Zemljopis
Zapolje se nalazi istočno od Nove Gradiške, 7 km jugoistočno od Rešetara, susjedna naselja su Adžamovci, Godinjak i Brđani na sjeveru, te Bodovaljci i Laze na jugu.

## Stanovništvo
Prema popisu stanovništva iz 2011. godine Zapolje je imalo 399 stanovnika. 
| broj stanovnika |       |       |       |       | 32    | 26    | 7     | 50    | 155   | 171   | 250   | 318   | 387   | 454   | 403   | 399   | 331   |
|                 | 1857. | 1869. | 1880. | 1890. | 1900. | 1910. | 1921. | 1931. | 1948. | 1953. | 1961. | 1971. | 1981. | 1991. | 2001. | 2011. | 2021. |